# Stadion odborářů
Stadion odborářů – nieistniejący już wielofunkcyjny stadion w Ostrawie, w Czechach. Obiekt został otwarty w 1954 roku i rozebrany pod koniec XX wieku. Mógł pomieścić 60 000 widzów, co czyniło go jednym z największych stadionów w Czechosłowacji. Po rozbiórce w jego miejscu powstało centrum handlowe Futurum, otwarte w 2000 roku.

## Historia
Budowa stadionu odborářů w Ostrawie rozpoczęła się w 1952 roku. Propagatorem budowy, a zarazem architektem stadionu był Rudolf Šajdek. Obiekt powstał w miejscu dawnej cegielni, gdzie istniało już część wałów ziemnych potrzebnych do wybudowania trybun. Stadion wybudowano w ramach Akcji Z. Obiekt posiadał dookoła owalne trybuny ziemne; po stronie zachodniej były one wyższe, a na środku mieściło się wejście na stadion. Pojemność obiektu wynosiła 60 000 widzów, co czyniło go drugim co do wielkości stadionem w kraju (po stadionie Strahov, z którym jednak ciężko go porównywać gdyż mógł on pomieścić wewnątrz swoich trybun nie jedno, a dziewięć pełnowymiarowych boisk piłkarskich). 26 września 1954 roku rozegrano na obiekcie pierwsze zawody żużlowe. W 1955 roku odbyła się na nim spartakiada. W trakcie pokazów gimnastycznych dał o sobie jednak znać brak skutecznego systemu odprowadzania wody i po ulewie boisko zamieniło się w błoto. Ta wada konstrukcyjna przyczyniła się do tego, iż potencjał stadionu nie został należycie wykorzystany, choć zawody żużlowe organizowane na nim były jeszcze do lat 70. XX wieku, a żużlowcy z Kopřivnic sporadycznie korzystali z niego również w latach 80. i 90. Ponadto w 1958 roku okazało się, że w trakcie budowy zniknęła część pieniędzy z funduszów przeznaczonych na stadion. Do odpowiedzialności pociągnięty został Rudolf Šajdek, który otrzymał wyrok 12 lat więzienia (po odwołaniu skrócony do 8), chociaż najprawdopodobniej nie miał nic wspólnego z defraudacją. Po latach go zrehabilitowano i wypłacono odszkodowanie. Z czasem stadion zaczął niszczeć, a jego trybuny pokryła dzika roślinność. W pomieszczeniach schronienie znajdywali bezdomni. Na przełomie lat 80. i 90. XX wieku pojawiły się plany modernizacji, po której stadion miał się stać areną dla dwóch największych klubów piłkarskich Ostrawy, Baníka oraz TJ Vítkovice. Baník nie chciał jednak przenosić się ze śląskiej do morawskiej części Ostrawy, a klub z Witkowic wkrótce przestał występować w I lidze i pomysł rewitalizacji stadionu upadł. Niszczejący obiekt ostatecznie rozebrano, a w jego miejscu powstało centrum handlowe Futurum, otwarte w połowie maja 2000 roku.